# Izida
Izida je u egipatskoj mitologiji božica plodnosti, ljubavi i magije i medicine. Pojavljuje se u mnogim egipatskim pričama kao moćna čarobnica. Egipćani su je najčešće predstavljali s hijeroglifskim znakom ist na glavi. Grčki pandan joj je Demetra. Izidin hram u Philaeu je bio posljednji aktivni staroegipatski hram u Egiptu. U atribuciji je često vrlo slična božici Hathor.

## Atribucija u Egiptu i antici
Izida pripada drugoj generaciji egipatskih bogova kojoj su roditelji bog zemlje Geb i božica zemlje Nut. Radi se o pet bogova Ozirisu, Izidi, Setu, Neftidi i Horusu. Ovu generacija bogova obilježuje Mit o Ozirisu, te borbe Horusa i Seta za egipatsko prijestolje. Simbolika se može povezati i s povijesnim događajima među kojima je i sukob između gradova Gornjeg i Donjeg Egipta u kojem je pobjedu odnio Narmer (Narmerova paleta). Izida je i majka i sestra Horusa. Ona ga štiti i priprema za borbu i preuzimanje prava na očevo nasljedstvo. Božica se često prikazuje na sarkofazima i pogrebnoj opremi jer se vrjerovalo da štiti duše nakon smrti. Sličnost s božicom Hator je velika, pa povremeno nailazimo na sinkretizam u kojemu se Izida i Hator povezuju u jedno božanstvo Izidu-Hator.
Izidina popularnost nastavlja se i u svijetu antike. Tako se rimski kult Izide nadovezujući se na staroegipatsku atribuciju ove božice povezuje i sa zaštitom pomoraca, te vladavinom nad sudbinom uopće.

## Mitovi
Nakon Ozirisova uskrsnuća Izida je u obliku sokolice s uskrsnulim Ozirisom začela Horusa. Prikaz tog sjedinjena nalazi se u hramu u Denderi. U uskršavanju Ozirisa pomogao joj je Anubis. Također, zastupala je Horusa na sudu bogova, te ga branila od Seta. Tijekom nadmetanja između Horusa i Seta, Izida je harpunom ranila Seta, ali ga nije ubila jer joj je brat. Prema jednome mitu Ra, bog Sunca, je jednog dana šetao vrtom. Izida je željela doznati njegovo tajno ime. Kad je Ra zaspao, Izida je od njegove sline i malo zemlje stvorila opasnu zmiju. Ona je ugrizla Ra koji je pozvao u pomoć bogove. Ponudila je bogu Sunca iscijeljenje, no da bi to bilo moguće zatražila od Ra njegovo tajno ime. Ra otjera druge bogove, pa pozove Izidu i reče joj svoje tajno ime. Ona tada ima istu moć kao i Ra. Uz Izidu na prikazima često vidimo i sestru Neftidu.

## Vanjske poveznice
|  | Zajednički poslužitelj ima još gradiva o temi Izida |